# Frenštát pod Radhoštěm
Frenštát pod Radhoštěm är en stad i Tjeckien. Den ligger i regionen Mähren-Schlesien, i den östra delen av landet, 280 km öster om huvudstaden Prag. Antalet invånare är 10 569.